# Битка за Оџак
Битка за Оџак је последња битка Другог светског рата у Европи.
Битка је отпочела 19. априла и трајала до 25. маја 1945, 17 дана након краја рата у Европи и капитулације Немачке. Командант југословенских партизанских снага био је Милош Зекић, а усташке снаге предводио је Петар Рајковачић. Битка је завршена убедљивом победом јединица НОВЈ.
Оџак је био последње упориште усташа на територији Југославије.
Ток битке је описан у неколико књига.